# فتح أباد (إسفراين)
فتح أباد (بالفارسية: فتح‌آباد) هي قرية تقع في قسم بام الريفي (مقاطعة إسفراين) في إيران. يقدر عدد سكانها بـ 237 نسمة .